# هنريك برودر

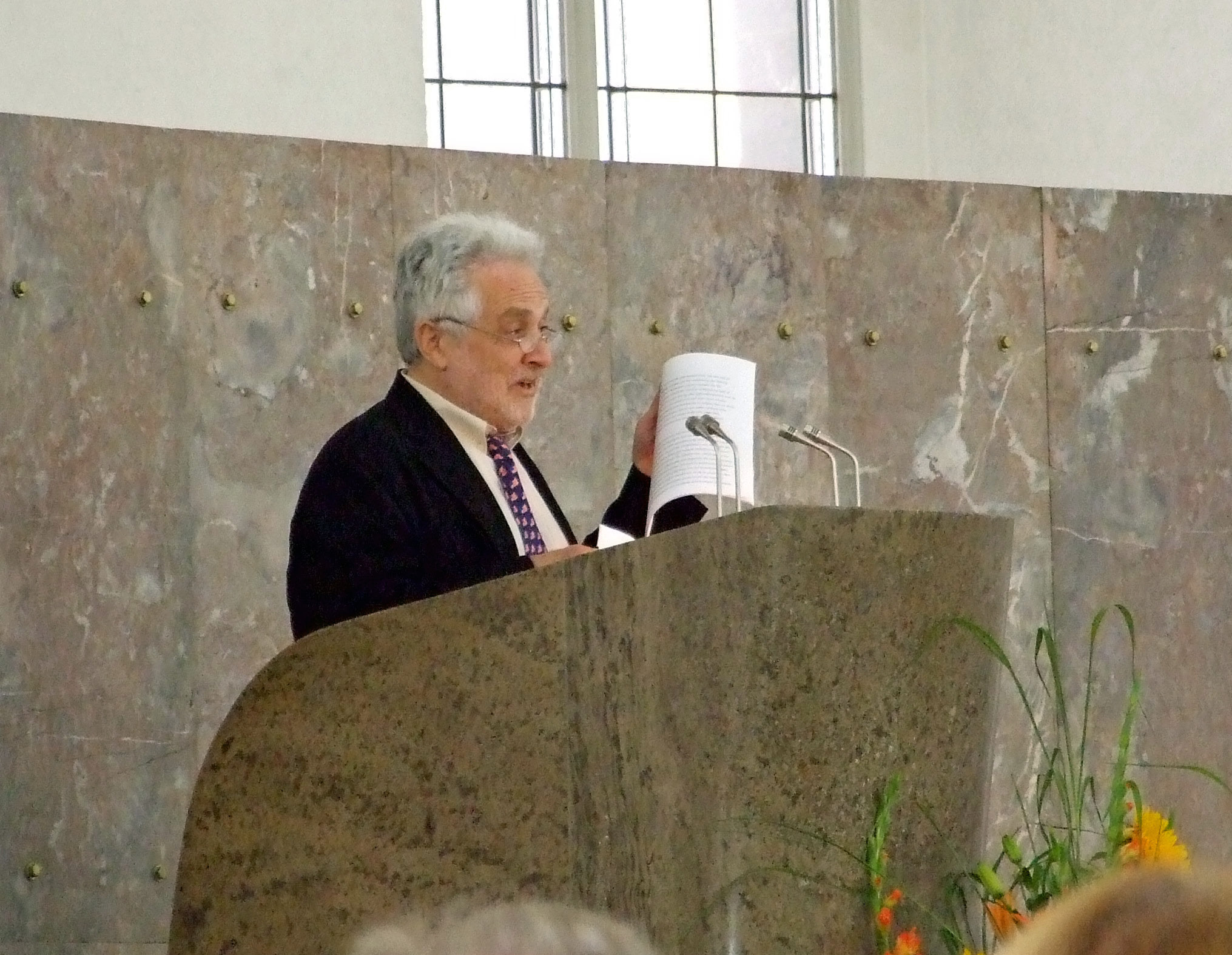
برودر وهو يستلم جائزة لودفيغ بورنه عام 2007

هنريك برودر (بالألمانية: Henryk M. Broder)، صحفي يهودي صهيوني ألماني ولد في كاتوفيتسه في إقليم سيليزيا يوم 20 أغسطس 1946.

## انتقاده للإسلام
المشهور عن هنريك برودر أنه كاره للإسلام وهذا يتجلى من اقواله كـ:
«لا أريد لأوروبا أن تستسلم للمسلمين، عندما يقول وزير العدل الألماني إنه من الممكن أن تكون الشريعة هي أساس القوانين، فعلى أوروبا السلام».
وقوله: «الإسلام أيديولوجية أصبحت أكثر وأكثر مرتبطة بالعداء للحياة العصرية الغربية».
وقوله: «أنصح الأوربيين الشباب بالهجرة، فأوروبا الآن لن تظل كذلك لأكثر من عشرين عاما قادمة.. أوروبا تتحول للإسلام الديموجرافي».
وقوله: «نحن نمارس بشكل غريب نوعاً من الاسترضاء، رداً على أفعال الأصوليين الإسلاميين».

## روابط خارجية
- هنريك برودر على موقع IMDb (الإنجليزية)
- هنريك برودر على موقع مونزينجر (الألمانية)
- هنريك برودر على موقع ميوزك برينز (الإنجليزية)
- هنريك برودر على موقع أول موفي (الإنجليزية)
- هنريك برودر على موقع ديسكوغز (الإنجليزية)